# Ongali csata
Az ongali csatára 680 nyarán az Ongal területen, a mai Ukrajna délnyugati vagy a mai Románia északkeleti részén, a Duna deltájánál, közelebbről meg nem határozott helyszínen került sor. A csatának nem csak a Balkán, hanem egész Európa történetére hatalmas hatása volt. Ennek következtében alakult meg az Első Bolgár Birodalom.

## A konfliktus előzményei
632-ben Kuvrat kán megpróbálta a ősbolgárokat egy hatalmas országba, a Kaszpi-tengertől a Fekete-tengerig terjedő Nagy-Bulgáriába egyesíteni. A 660-as években bekövetkezett halála után az állam az állandó, keletről érkező kazár támadás hatására felbomlott, s fiai külön utakra kerültek. A trónt a legidősebb örökölte, de a kazárok legyőzték, és uralmuk alá hajtották. Kotrag északnak indult, és megalapította a Volgai Bolgárországot, míg a harmadik fiú, Aszparuh nyugatra vonult, s népével közösen a Dunától északra fekvő Ongal területen telepedett le. Innen kiindulva támadást intézett a bizánciak délre fekvő erődítményei ellen. Ezalatt a bizánciak az arabok ellen s háborút viseltek, akik még a fővárost, Konstantinápolyt is ostrom alá vették. Azonban 680-ban a bizánciak győztek, és békét kötöttek. A sikert követően IV. Konstantin elhatározta, hogy támadásaik miatt legyőzi a ősbolgárokat, és 50 000 katonából álló sereget vezényelt Aszparuh ellen. Ugyanekkor a ősbolgárok szövetséget kötöttek a hét szláv törzzsel, hogy megvédjék egymást a bizánci támadások ellen és hogy föderációt hozzanak létre.

## Az ütközet
A ősbolgárok a Dunától északra lévő mocsaras területre földsáncot építettek. A mocsaras vidék arra kényszerítette a bizánciakat, hogy eltérő helyeken kisebb csoportokban támadjanak, s így gyengült támadásuk ereje. A bástyákról indított hirtelen támadások és a jól szervezett védekezés visszavonulásra kényszerítette a bizánciakat, s ebből a visszavonulásból pánikszerű menekülés alakult ki.  Kijött a ősbolgárok lovasság, s ismét megverte az összezavarodott ellenséget, ahol ezután már kaotikus állapotok alakultak ki. A legtöbb bizánci katona ott halt meg. A közhiedelem szerint a császárnak lábsérülése volt, s Neszebarba utazott, ahol meggyógyították. A katonák azt hitték, hogy megszökött a harcmezőről. Mikor a ősbolgárok észlelték mi történik, támadásba lendülltek, s könnyedén legyőzték a bizalomvesztett ellenséget.

## Következménye
A győzelem után a ősbolgárok délre fordultak, és elfoglalták Stara Planina északi részeit. 681-ben megtámadták Trákiát, s ismét legyőzték a bizánciakat. IV. Konstanti harapófogóban érezte magát, és békét kötött a ősbolgárokkel. A 681-es szerződéssel a bizánciak elismerték a új bolgár állam megalapítását, és kötelezettséget vállalt a tekintetben, hogy évente hűbért fizet a bolgár uralkodónak. Ez nagyon megalázó volt annak a Bizáncnak, mely ugyanekkor a perzsák és az arabok ellen is védekező harcokat folytatott.

## Jelentősége
Ez a csata jelentős pillanatnak bizonyult Európa történelmében, mivel ez vezetett el az Első Bolgár Birodalom megalapításához, amely Bizánccal és a Frank Birodalmakkal közösen a 9.–10. században Európa egyik szuperhatalmává vált, s a középkor folyamán ez volt a szlávok vallási és kulturális központja.

## Emléke
Az Antarktiszhoz tartozó Déli-Shetland-szigetek egykén, a Livingston-szigeten a Tangra-hegységben emelkedik a történelmi Ongal területről elnevezett Ongal-csúcs.

## Fordítás
- Ez a szócikk részben vagy egészben  a   Battle of Ongal című angol Wikipédia-szócikk ezen változatának fordításán alapul.  Az eredeti cikk szerkesztőit annak laptörténete sorolja fel. Ez a jelzés csupán a megfogalmazás eredetét és a szerzői jogokat jelzi, nem szolgál a cikkben szereplő információk forrásmegjelöléseként.